# Daniel Rukavina
Daniel Rukavina (Sarajevo, 22. veljače 1937. – Rijeka, 31. siječnja 2022.), hrvatski liječnik, profesor i akademik.
Životopis - profesor emeritus Medicinskog fakulteta u Rijeci, rektor Sveučilišta u Rijeci (2000-2009).
Bio je redoviti član Hrvatske akademije znanosti i umjetnosti.
O 50. obljetnici Sveučilišta u Rijeci Sveučilišna knjižnica na svojim je web stranicama postavila virtualnu izložbu "Život i djelo akademika Daniela Rukavine" kao spomen na životni put i djelo Daniela Rukavine, rektora Sveučilišta u Rijeci u dva mandata.